# Camilla Andersen
Pour les articles homonymes, voir Andersen.
Ne pas confondre avec Anja Andersen, autre joueuse de handball danoise
Camilla Røseler Andersen, née le 5 juillet 1973 à Gentofte, est une handballeuse internationale danoise. Elle est notamment double championne olympique (1996 et 2000), championne du monde (1997) et double championne d'Europe (1994 et 1996).

## Biographie
Lors des Jeux olympiques de 2000 à Sydney, ses qualités sportives n'étaient pas réellement ce qui intéressait la presse : en effet, son union avec la Norvégienne et adversaire sur le terrain Mia Hundvin provoquait une polémique et elles étaient même accusées de s’échanger des secrets tactiques. Finalement la Danoise et la Norvégienne s'affrontèrent lors du premier tour, mais toutes deux remportèrent une médaille, l'or pour Andersen, le bronze pour sa compagne.

## Palmarès

### Club
compétitions internationales 
- vainqueur de la Ligue des champions en 2004 (avec Slagelse FH)
- vainqueur de la coupe EHF en 2003 (avec Slagelse FH)
- vainqueur de la coupe des Villes en 1994 (avec Buxtehuder SV)

 compétitions nationales 
- championne du Danemark en 2003 (avec Slagelse FH)
- vainqueur de la coupe du Danemark (2) en 1997 (avec Frederiksberg IF) et 2002 (avec Slagelse FH)
- championne de Norvège en 1997 (avec Bækkelagets SK)
- vainqueur de la coupe de Norvège en 1996 (avec Bækkelagets SK)

### Sélection nationale
Jeux olympiques
- médaille d'or aux Jeux olympiques de 1996 à Atlanta
- médaille d'or aux Jeux olympiques de 2000 à Sydney

championnats du monde 
- vainqueur du championnat du monde 1997
- finaliste du championnat du monde 1993
- 3e du championnat du monde 1995

championnats d'Europe 
- vainqueur du championnat d'Europe 1994
- vainqueur du championnat d'Europe 1996
- finaliste du championnat d'Europe 1998

### Autres
- 194 sélections en Équipe du Danemark
- 846 buts en Équipe de Danemark
- inscription dans le Hall of Fame du sport danois (da)
- élue meilleure joueuse du Championnat du Danemark en 2003[3]
- élue meilleure demi-centre du championnat du Danemark en 2004[4]
- élue meilleure demi-centre des championnats d'Europe en 1994 et 1998
- élue meilleure demi-centre du championnat du monde 1997
- nommée dans l'élection de la meilleure handballeuse de l'année : 2e en 1999, 7e en 2000